# Fynsmesterskaberne i tennis 2006 (udendørs)
Fynsmesterskaberne i tennis 2006 blev spillet i Fjordager Tennisklub fra 30. juni til 2. juli 2007. Turneringen afholdes af Fyns Tennis Union. Ved mesterskaberne skulle en ny fynsk mester i herresingle, damesingle, herredouble og damedouble kåres.

## Herresingle
1. runde
- Garbers (1) – Petersen 6-0, 6-1
- Jensen – Nørgaard w.o. (uden kamp)
- Andersen – C. Rasch 4-6, 6-4, 6-2
- Tornbjerg – Christensen 6-2, 6-4
- Konradsen – Klint 6-2, 6-2
- M. Risager – Hein 2-6, 6-2, 6-1
- Kirkeskov – Birk 6-2, 2-6, 7-6
- K. Jørgensen (2) – Fuglgaard 6-1, 6-2

2. runde
- Garbers (1) – Jensen 6-1, 6-1
- Andersen – Tornbjerg 6-2, 6-1
- Konradsen – M. Risager 6-1, 6-3
- K. Jørgensen (2) – Kirkeskov w.o. (uden kamp)

Semifinaler
- Garbers (1) – Andersen 6-0, 6-0
- K. Jørgensen (2) – Konradsen 6-1, 6-2

Finale
- Morten Garbers (1) – Kristoffer Jørgensen (2) 7-6, 6-2